# Jackie Pereira
Jacqueline „Jackie“ Margaret Pereira OAM (* 29. Oktober 1964 in Perth) ist eine ehemalige australische Hockeyspielerin, die mit der Australischen Hockeynationalmannschaft 1988 und 1996 Olympiasiegerin war.

## Sportliche Karriere
Jackie Perreira begann 1976 mit dem Hockeysport. 1986 wurde sie erstmals in die Nationalmannschaft berufen. Bei der Weltmeisterschaft 1986 in Amstelveen belegten die Australierinnen den sechsten Platz. Im Juni 1987 erreichten die Australierinnen hinter den Niederländerinnen den zweiten Platz bei der ersten Austragung der Champions Trophy. Bei den Olympischen Spielen 1988 in Seoul erreichten die Australierinnen das Halbfinale mit nur einem Sieg und zwei Unentschieden. Nach dem Halbfinalsieg über die Niederländerinnen gewannen die Australierinnen im Finale gegen die Südkoreanerinnen mit 2:0.
Nach dem zweiten Platz bei der Champions Trophy 1989 hinter den Südkoreanerinnen erreichten die Australierinnen auch bei der Weltmeisterschaft 1990 in Sydney das Finale, dort unterlagen sie allerdings den Niederländerinnen mit 1:3. 1991 siegten die Australierinnen erstmals bei der Champions Trophy. Bei den Olympischen Spielen 1992 in Barcelona belegten die Australierinnen in der Vorrunde den dritten Platz hinter den Deutschen und den Spanierinnen und verpassten damit den Halbfinaleinzug. Mit Siegen über die Neuseeländerinnen und die Niederländerinnen sicherten sich die Australierinnen den fünften Platz. Pereira war mit drei erzielten Toren die beste Torschützin ihres Teams.
1993 und Champions Trophy der Damen 1995 gewannen die Australierinnen erneut die Champions Trophy. Im Juli 1994 gewannen die Australierinnen bei der Weltmeisterschaft in Dublin mit einem 2:0-Finalsieg gegen die Argentinierinnen. 1996 bei den Olympischen Spielen in Atlanta trafen die Australierinnen im Finale auf die Südkoreanerinnen und gewannen den Titel mit 3:1.
Pereira beendete nach den Olympischen Spielen 1996 ihre internationale Laufbahn und trat ab 1997 auch nicht mehr in der Auswahl für Westaustralien an. Sie erzielte in Länderspielen über 100 Tore, wobei sie nicht bei Strafecken eingesetzt wurde, sondern ausschließlich aus dem Feld traf. Nachdem sie bereits 1989 in den Order of Australia aufgenommen wurde, ist sie seit 1998 Mitglied der Sport Australia Hall of Fame.